# Lajitas de Palmira
Lajitas de Palmira är en ort i Mexiko.   Den ligger i kommunen Morelos och delstaten Chihuahua, i den nordvästra delen av landet, 1 200 km nordväst om huvudstaden Mexico City. Lajitas de Palmira ligger 1 715 meter över havet och antalet invånare är 241.
Terrängen runt Lajitas de Palmira är huvudsakligen kuperad, men norrut är den bergig. Runt Lajitas de Palmira är det mycket glesbefolkat, med 6 invånare per kvadratkilometer. Närmaste större samhälle är El Tablón, 4,2 km nordost om Lajitas de Palmira. I omgivningarna runt Lajitas de Palmira växer i huvudsak blandskog.